# علم الطبيعة النفسية

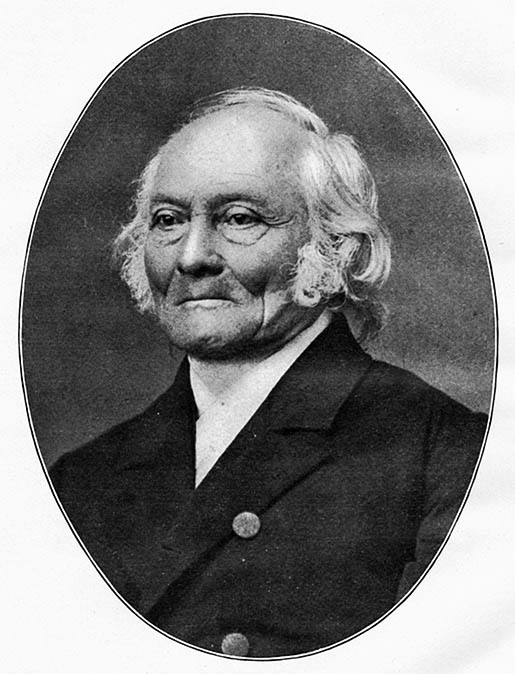

تبحث الفيزياء النفسية أو علم الطبيعة النفسية في العلاقة بين المنبهات الجسدية والأحاسيس والتصورات التي تنتجها كميًا. تُوصف الفيزياء النفسية بأنها «الدراسة العلمية للعلاقة بين التحفيز والإحساس»، أو إكمالًا، أنها « تحليل العمليات الإدراكية من خلال دراسة تأثير التباين الممنهج لخصائص المنبه على مقياس واحد أو أكثر من المقاييس الفيزيائية على تجربة أو سلوك شخص ما».
تشير الفيزياء النفسية أيضًا إلى فئة عامة من الطرق التي يمكن تطبيقها لدراسة نظام الإدراك الحسي. تعتمد التطبيقات الحديثة بشدة على قياس الحدود، وتحليل المراقب المثالي، ونظرية الكشف عن الإشارات.
للفيزياء النفسية تطبيقات عملية هامة وواسعة الانتشار. على سبيل المثال، في دراسة معالجة الإشارات الرقمية، ساعدت الفيزياء النفسية في تطور نماذج وطرق الضغط المفقود. تشرح هذه النماذج سبب إدراك البشر فقدان قدر ضئيل من جودة الإشارة عندما تنسق الإشارات الصوتية والمرئية باستخدام الضغط المفقود.

## تاريخيًا
تكوّن العديد من التقنيات والنظريات الكلاسيكية في الفيزياء النفسية عام 1860 عندما نشر غوستاف تيودور فتشنر في لايبزغ عناصر الفيزياء النفسية. فصاغ مصطلح «الفيزياء النفسية» واصفًا بحثًا يهدف إلى ربط المنبه الفيزيائي بمكونات الوعي مثل الأحاسيس. كفيزيائي وفيلسوف، هدف فتشنر إلى تطوير وسيلة تربط بين المادة والعقل، تربط العالم المرئي والانطباع الخاص الذي يكونه الشخص عنه. استلهم أفكاره من النتائج التجريبية للشعور باللمس والضوء، التي ظهرت في ثلاثينيات القرن العشرين، لعالم وظائف الأعضاء الألماني إرنست هاينريش فيبر في لايبزغ. وبالأخص النتائج عن أقل فرق في الشدة يمكن ملاحظته لمنبه متوسط القوة (التغير الملحوظ فقط)، والذي أوضح فيبر أنه جزء ثابت من شدة المنبه، ودعاه فيتشنر بقانون فيبر. من هذا، استخلص فيتشنر مقياسه اللوغاريتمي الشهير، والمعروف الآن باسم قانون ويبر-فيشنر. شكّل عمل فيبر وفتشنر أحد أسس علم النفس كعلم، مع تأسيس فيلهلم فندت أول مختبر للبحوث النفسية في لايبزغ (معهد علم النفس التجريبي). نظمت أعمال فتشنر منهج الاستبطان (علم النفس كعلم الوعي)، الذي كان عليه أن يتنافس مع منهج السلوكيين الذي تكون فيه حتى الاستجابات اللفظية فيزيائية مثل المحفزات.
خلال ثلاثينيات القرن العشرين، حينما توقف البحث في علم النفس بشكل أساسي في ألمانيا النازية، بدأ استبدال علاقات الاستجابة للمحفزات بكلا المنهجين في نهاية المطاف كدليل على المعالجة الواعية أو اللاواعية في العقل. درس تشارلز س. بيرس أعمال فتشنر وأضاف امتدادات لها بمساعدة طالبه جوزيف جاسترو، الذي سرعان ما أصبح عالمًا نفسيًا تجريبيًا متميزًا. أكد بيرس وجاسترو إلى حد كبير نتائج فتشنر التجريبية، ولكن ليس كلها. على وجه الخصوص، رفضت تجربة كلاسيكية لبيرس وجاسترو تقدير فتشنر لحد تصور الأوزان، كونه عاليا جدًا. في تجربتهم، اخترع بيرس وجاسترو في الواقع تجارب عشوائية: فعينوا متطوعين بشكل عشوائي لتصميم معمي (خفي) متكرر القياس لتقييم قدرتهم على تمييز الأوزان. ألهمت تجربة بيرس باحثين آخرين في علم النفس والتعليم، والذين طوروا التقاليد البحثية للتجارب العشوائية في المختبرات والكتب الدراسية المتخصصة في القرن العشرين. أُجريت تجارب بيرس-جاسترو كجزء من تطبيق بيرس لبرنامجه عن البراغماتية على الإدراك البشري؛ دراسات أخرى نظرت في إدراك الضوء، إلخ. كتب جاسترو الملخص التالي: «أمدتني دورات السيد بيرس في المنطق بأول تجربة حقيقية لعضلات التفكير. فبرغم أنني ذهبت فورًا إلى مختبر علم النفس عندما أنشأه ستانلي هول، كان بيرس هو من أعطاني أول تدريب في التعامل مع مشكلة نفسية، وفي الوقت نفسه حفز تقديري لذاتي بثقته في، بعيدًا إلى حد ما عن أي عادات مختبرية، مع القليل من البحث الحقيقي. لقد استعار الجهاز من أجلي، والذي أخذته إلى غرفتي وثبّتّه في نافذتي، وعندما كانت ظروف الإضاءة مناسبة، أخذت الملاحظات. نُشرت النتائج وعليها أسماؤنا المشتركة في سجل إجراءات الأكاديمية الوطنية للعلوم، وفيه أن الدليل على أن آثار التأثيرات الحسية ضئيلة للغاية، فأي سجل في الوعي لا يمكن أن يكون له تأثير أقل على الحكم، ربما كان هو نفسه الدافع الملح الذي دفعني بعد سنوات إلى تأليف كتاب عن العقل الباطن». هذا العمل يميز بوضوح الأداء المعرفي الملحوظ عن التعبير عن الوعي.
تقيس المناهج الحديثة للإدراك الحسي، مثل الأبحاث في الرؤية أو السمع أو اللمس، ما يستخلصه المدرك بحكمه من الحافز، وغالبًا ما تضع السؤال عن ماهية الأحاسيس التي تختبرها جانبًا. تعتمد إحدى الطرق الرئيسية على نظرية الكشف عن الإشارات التي طورت لحالات المنبهات الضعيفة جدًا. بالرغم من ذلك، فإن المنهجية الذاتية ما تزال قائمة بين تلك الموجودة في تقليد ستانلي سميث ستيفنز (1906-1973). أعاد ستيفنز إحياء فكرة قانون الطاقة الذي اقترحه باحثون من القرن التاسع عشر، على عكس الدالة الخطية لفتشنر. دعا أيضًا إلى تخصيص أرقام تتناسب مع شدة المنبهات، والتي تسمى تقدير الدرجة/الشدة. أضاف ستيفنز تقنيات مثل إنتاج القيمة واختبار المطابقة المختلط. عارض تمثيل ترتيب شدة المنبهات بخط مستقيم. ومع ذلك، ظل هذا النوع من الاستجابة شائعًا في الفيزياء النفسية التطبيقية. غالبًا ما تُسمى تخطيطات الفئات المتعددة خطأً بـ«مقاييس لايكارت» على اسم نموذج الأسئلة التي استخدمها لايكارت لإنشاء مقاييس نفسية متعددة العناصر، على سبيل المثال، سبع عبارات من «أوافق بشدة» إلى «لا أوافق بشدة».
حاول عمر خليفة أن يبرهن أنه يجب اعتبار عالم القرون الوسطى الهيثم مؤسس الفيزياء النفسية. على الرغم من أن الهيثم قد قدم العديد من تقارير الذاتية الوضع المتعلقة بالرؤية، فلا يوجد دليل على أنه استخدم تقنيات نفسية فيزيائية وقد رُفضت هذه الادعاءات.

## العتبات
يستخدم الفيزيائيون النفسيون عادةً منبهات تجريبية يمكن قياسها بشكل موضوعي، مثل درجات اللون النقي متفاوتة الشدة، أو الأضواء متفاوتة النصوع. تمت دراسة جميع الحواس: الرؤية، والسمع، واللمس (بما في ذلك الإدراك الحسي للجلد والأمعاء) والتذوق، والشم والإحساس بالوقت. بغض النظر عن الاختصاص الحسي، هناك ثلاثة مجالات رئيسية للبحث: العتبات المطلقة، وعتبات التمييز، والقياس.
العتبة هي درجة الشدة التي يمكن للمشارك عندها فقط اكتشاف وجود الحافز (العتبة المطلقة) أو وجود فرق بين اثنين من المحفزات (عتبة التمييز). تعتبر المحفزات ذات الشدة الأقل من العتبة غير قابلة للكشف (وبالتالي: تحت العتبة). غالبًا ما تكون المنبهات ذات القيم القريبة بدرجة كافية من العتبة قابلة للكشف في بعض المناسبات؛ لذلك، تُعتبر العتبة هي النقطة التي يجري عندها اكتشاف المنبه، أو التغير في المنبه، في نسبة معينة من المناسبات.

### الاكتشاف
العتبة المطلقة هي مستوى شدة المنبه الذي يكون فيه الشخص قادرًا على اكتشاف وجود المنبه بعضًا من الوقت (عادةً ما تستخدم نسبة الـ50%). مثال على العتبة المطلقة هو عدد الشعرات الموجودة على ظهر يد الشخص المشارك التي يجب لمسها قبل أن يشعر بها - قد لا يتمكن من الشعور بلمس شعرة واحدة، ولكن قد يكون بإمكانه الشعور بشعرتين أو ثلاث فهذا يتجاوز العتبة. يشار إلى العتبة المطلقة أيضًا باسم عتبة الكشف. تستخدم عدة طرق مختلفة لقياس العتبات المطلقة (كما هو الحال مع عتبات التمييز).